# Hadena rodora
Hadena rodora är en fjärilsart som beskrevs av Dyar 1910. Hadena rodora ingår i släktet Hadena och familjen nattflyn. Inga underarter finns listade i Catalogue of Life.